# آکسوال
به طور پیش فرض آکسوال دارای ویژگی‌های پایه که شامل آپلود/اشتراک گذاری مطالب، دوستان، شبکه، مشخصات و امکان سفارشی سازی صفحه‌ها و مدیریت محتوا ساخته می‌باشد. آکسوال دارای چند تم و پلاگین پیش فرض و چندین ابزار است.
هسته آکسوال از طریق پلاگین‌ها قابل توسعه است. پلاگین‌ها در فروشگاه آسکوال عرضه شده که توسط تیم آکسوال و سایر اشخاص ثالث ارائه می‌شود.
آکسوال برای اجرا نیاز به یک وب سرور با قابلیت اجرای پی‌اچ‌پی ۵٫۳ یا بالاتر، آپاچی ۲ یا بالاتر و MySQL 5.0 یا بالاتر دارد.

## بنیاد آکسوال
بنیاد آکسوال یک بنیاد مستقل و غیرانتفاعی است که در سال ۲۰۱۱ تأسیس شده است و هدف آن ادامه توسعه نرم‌افزار آکسوال و نظارت بر همه امور مرتبط با پروژه‌های مرتبط است. کارکنان این بنیاد تیمی از توسعه دهندگانی که از ابتدا در راه اندازی محصول Skalfa LLC حضور داشته‌اند.

### هیئت اجرایی
- ایگور بولگاکف، رئیس
- سردار مادوراروف، معاونت فناوری
- دنیس جویکوف، معاونت عملیات

### تیم توسعه
- سرگئی کامبالین
- ایگور بولگاکف
- ایوگنی پودیاچف
- ظریف سافیولین
- یولکا سارنوگویوا

## توسعه پلاگین
آکسوال یک رابط برنامه‌نویسی ساده ارائه کرده که اجازه می‌دهد تا برای توسعه و یکپارچه سازی پلاگین‌ها بدون ایجاد تغییرات در هسته اصلی اقدام کرد. آسکوال هم‌چنین مستندات لازم و کافی در زمینه توسعه پلاگین‌ها فراهم کرده است.

## شبکه اجتماعی بومی ایران
در سال ۱۳۹۵ درگاه جامع شبکه‌های برخط تحت عنوان شاب در ایران معرفی شد که قرار است ابزار و موتوری بومی برای شبکه اجتماعی توسعه پذیر در ایران باشد. موتوشاب که هسته اصلی شاب است؛ بنابر اشاره توسعه دهندگان آن، نسخه ای توسعه بافته از آکسوال است.